# Минеральные Воды — Кисловодск
Минеральные Воды — Кисловодск — маршрут пригородных электропоездов Минераловодского региона Северо-Кавказской железной дороги от Минеральных Вод до Кисловодска. Протяжённость маршрута составляет 64 километра.

## История
Первая станция на участке «Минеральные Воды — Кисловодск» была открыта в 1875 году в ходе строительства Владикавказской железной дороги. Регулярное движение поездов началось 17 мая 1894 года.
В 1912 году на всём протяжении Минераловодской ветки железной дороги устроено двухпутное движение.
В 1936 году линия была электрифицирована на постоянном токе напряжением 1,5 кВ, а в ноябре в пробный рейс вышел первый электропоезд.
15 августа 1942 года по восстановленной ветке Минеральные Воды — Кисловодск пошли первые пассажирские и товарные поезда.
В 1995 году началась замена подвижного состава: к 2000 году электропоезда ЭР22 были вытеснены поддержанными электропоездами ЭД2Т, ЭД4 и ЭД4М.
В 2006 году линия была переведена с постоянного тока на переменный. В связи с этим, электропоезда ЭД2Т, ЭД4 и ЭД4М были переданы в другие регионы. Вместо них началась эксплуатация современных электропоездов ЭД9М. До конца 2013 года в составах электропоездов было 6 вагонов. В настоящее время электропоезда состоят из 4 вагонов. С июня 2016 года на линии периодически эксплуатируются электропоезда ЭД9Э с музыкальным информатором.
1 сентября 2019 года началась эксплуатация электропоездов ЭС1, которые, в отличие от других поездов, останавливаются на трёх промежуточных станциях: Ессентуки, Пятигорск и Лермонтовская.

## Подвижной состав

### Актуальный
- ЭД9М (с 2006 года)
- ЭД9Э (с 2016 года)
- ЭС1 (с 2019 года)

### Исторический
- ЭР22 (до 2000 года)
- ЭД2Т (1995—2006)
- ЭД4 (1995—2006)
- ЭД4М (1995—2006)